# Iberus gualtieranus alonensis
La vaqueta, caracol blanco, serrana o serrano (Iberus gualtieranus alonensis) es un gasterópodo terrestre de la familia Helicidae, endémico del sureste y levante de la península ibérica.

## Características
La concha de I. g. alonensis tiene cinco vueltas de espiral, suturas marcadas y forma globosa; es de un color blanquecino, crema o marrón claro con bandas muy atenuadas que en la mayoría de los casos apenas son visibles. La superficie de la concha posee estrías radiales y espirales que al cruzarse le dan un aspecto reticulado. La abertura es un poco oblicua y ovalada, con un peristoma delgado; el ombligo está cubierto por una callosidad de color blanco brillante. Su tamaño está en torno a los 4 cm de diámetro y 2 cm de altura.

## Hábitat
Es una especie autóctona de la península ibérica. Normalmente habita en terrenos secos o entre plantas como el romero, el tomillo y la lavanda. Durante el verano suele hacer la estivación.

## Distribución
Es una especie endémica de la península ibérica que se distribuye por buena parte del este de España.

## Posición taxonómica
Durante años, ha sido considerada como una especie independiente, con el nombre Iberus alonensis, aunque muy cercana a Iberus gualtieranus. No obstante, el estatus taxonómico de I. alonensis ha sido siempre controvertido, y diversos autores la han considerado como una subespecie de I. gualtieranus. Seguramente, el estudio más rigurosos sobre ambos taxones es el de Ejejalde et al. (2005); según el mismo, existe una zona de hibridación que conecta ambos taxones en la naturaleza y la posibilidad de obtener híbridos fértiles en condiciones de laboratorio; dichos datos, junto al análisis del ADN mitocondrial sugieren que I. alonensis es una subespecie de I. gualtieranus y por tanto el nombre correcto debe ser Iberus gualtieranus alonensis.
La misma opinión tiene Moreno-Rueda (2006) que considera que I. gualtieranus posee una gran variabilidad con dos morfotipos extremos, I. gualtieranus gualtieranus e I. gualtieranus alonensis; las diferencias morfológicas entre ambas subespecies serían debidas a la adaptación a diferentes hábitats.

## Gastronomía
Iberus gualtieranus alonensis está considerado un manjar en las zonas de España donde habita, como el sur de la provincia de Tarragona, Comunidad Valenciana y la Región de Murcia; es mucho más apreciado que otros caracoles comestibles (Helix aspersa, Otala punctata, etc.); se suele añadir a la paella valenciana y al arroz con conejo.

## Estado de conservación
Dado su interés gastronómico y la dificultad que entraña su cría en cautividad, esta especie está sometida en algunas áreas a una sobrerrecolección. Según la IUCN la especie en su conjunto (Iberus gualtieranus) está casi amenazada.

## Galería

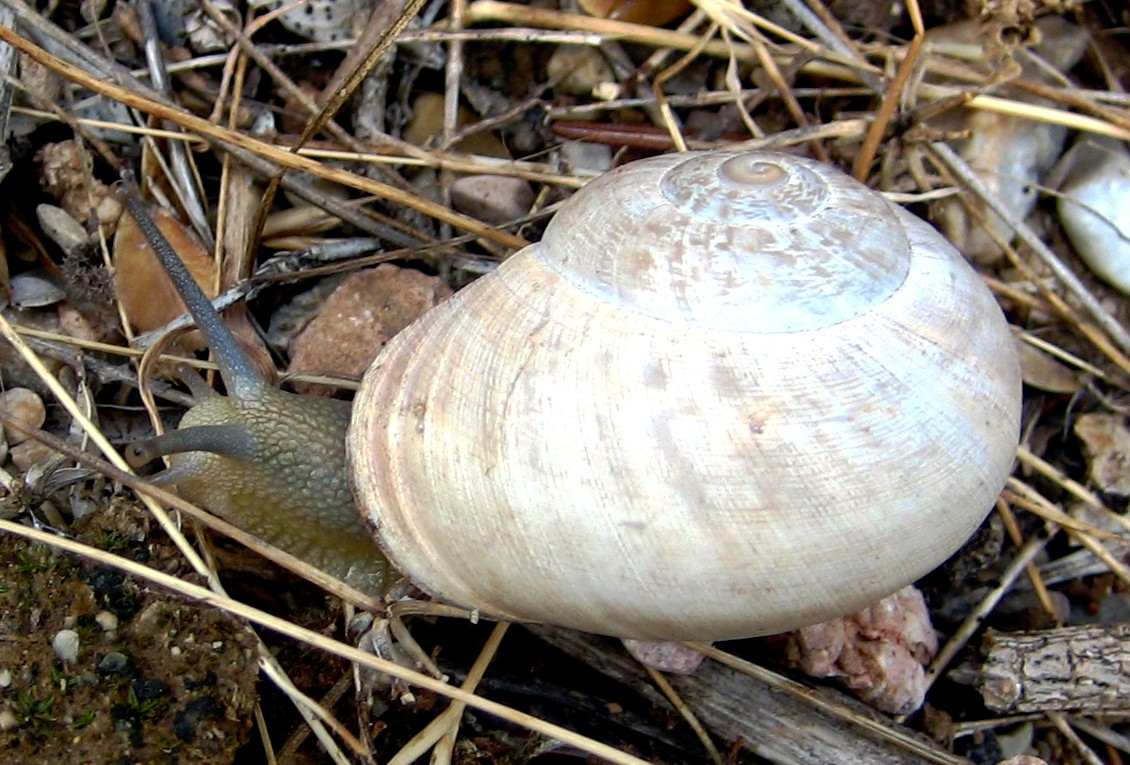
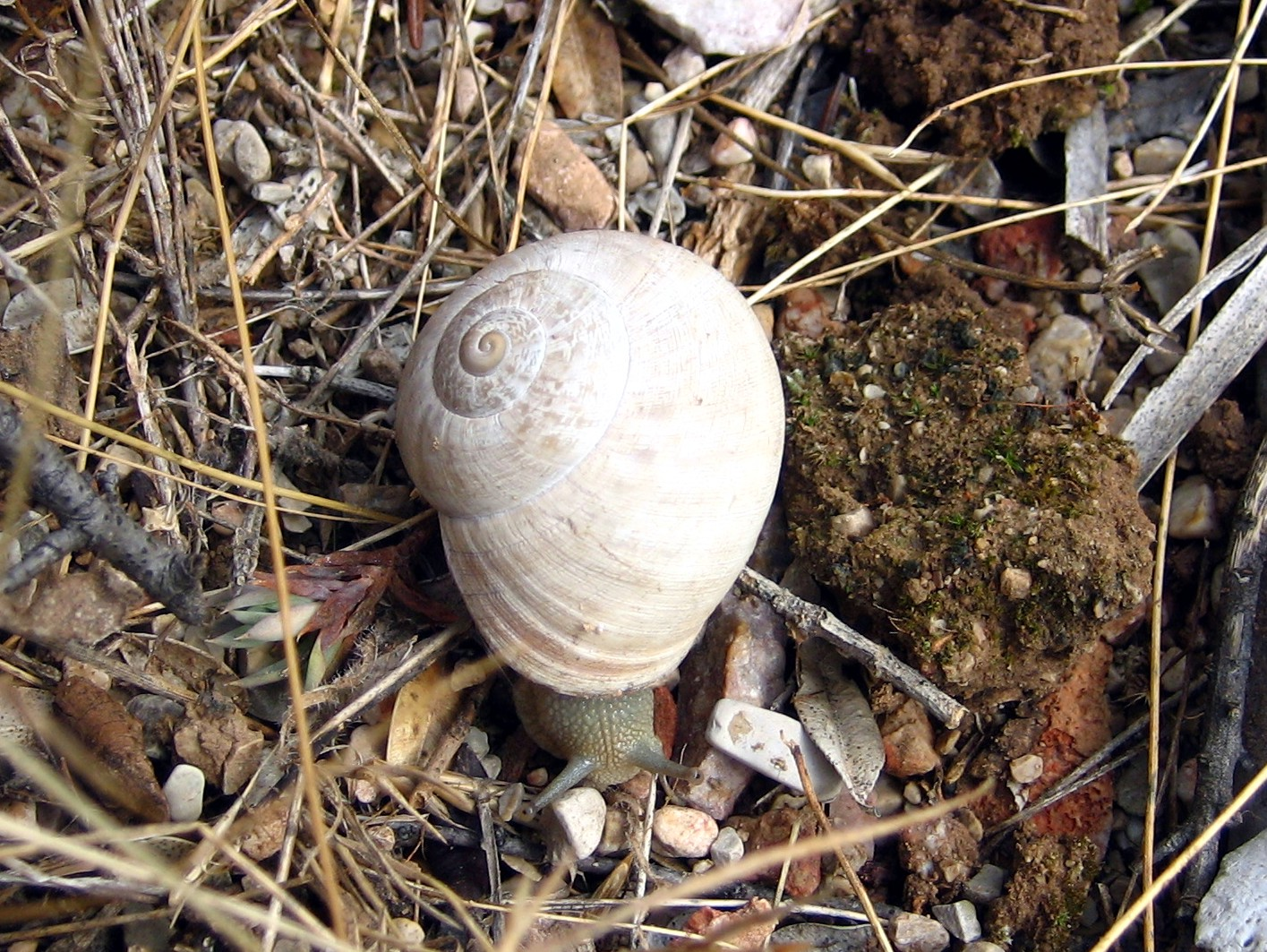
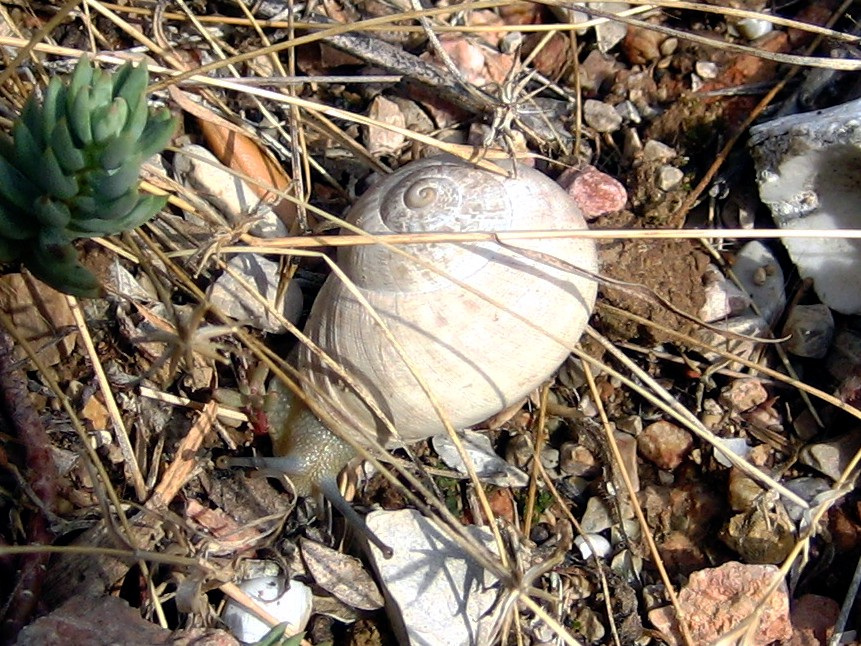
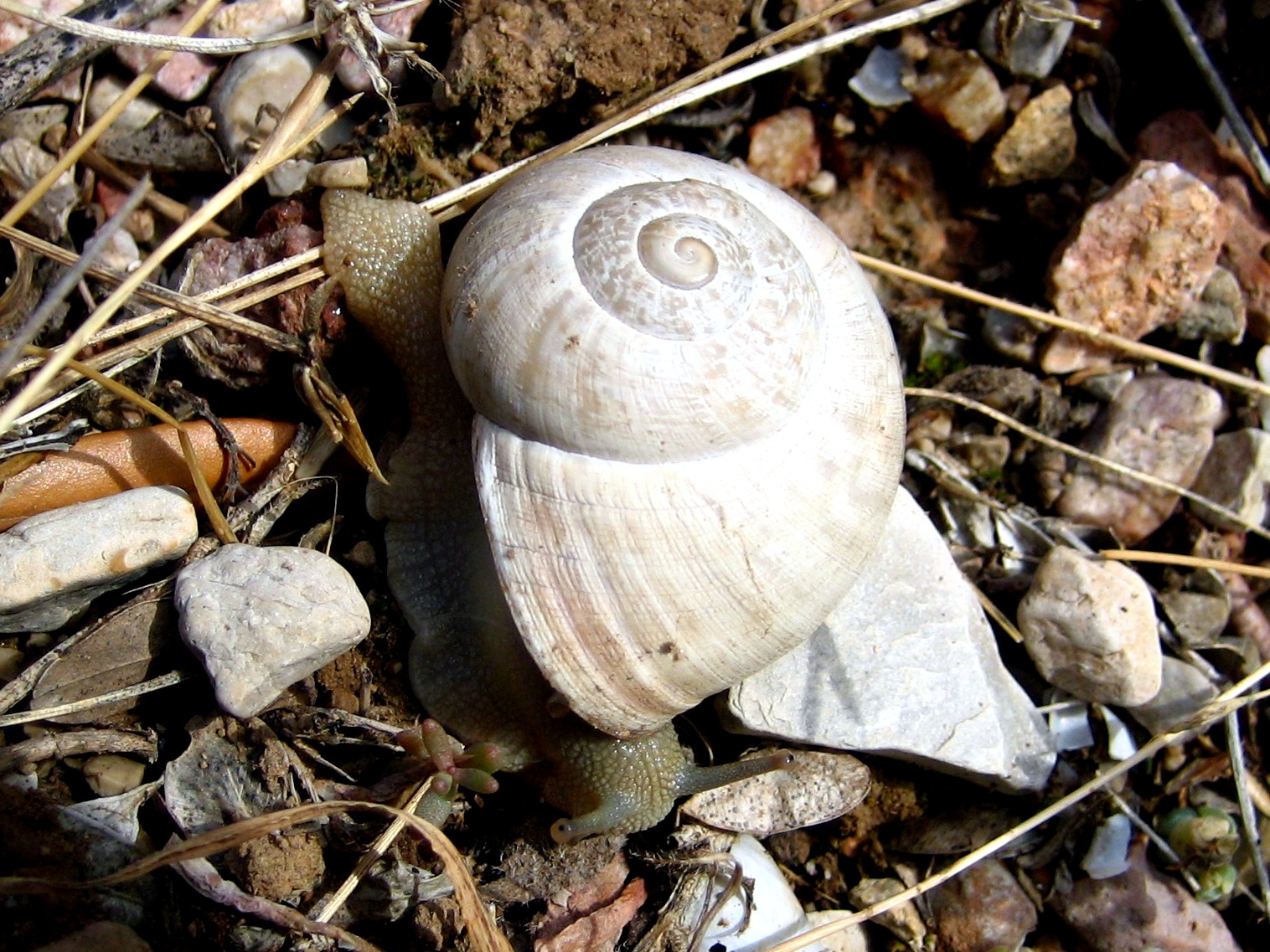